# Josef Heynckes
Josef Heynckes (Mönchengladbach, 9 de maig de 1945) és un exfutbolista i entrenador alemany.
Com a jugador va ser un prolífer davanter que va jugar la major part de la seva carrera pel Borussia Mönchengladbach, amb el qual va guanyar 4 campionats nacionals i una Copa de la UEFA. Amb la selecció alemanya va guanyar l'Eurocopa de 1972 i el Mundial de 1974.
Ha entrenat molts equips, inclòs el Borussia Mönchengladbach, l'FC Bayern de Múnic (club amb el qual va aconseguir tres Lligues alemanyes), el CD Tenerife, amb el qual va ser semifinalista de la Copa de la UEFA després d'eliminar històrics com el Feyenoord o la SS Lazio, l'Athletic Club i el Reial Madrid CF (amb el qual va guanyar la Lliga de Campions de la UEFA 1997-98).

## Carrera com a jugador
Jupp Heynckes va jugar 385 partits a la Bundesliga alemanya, marcant 220 gols. Això el converteix en el tercer golejador més reeixit en aquesta lliga, per darrere del llegendari Gerd Müller (365 gols) i de Klaus Fischer (268 gols).
Va començar la seva carrera com a jugador el 1964 amb el Borussia Mönchengladbach a la Segona Divisió. El 1965 el club va ascendir a la 1.Bundesliga. Heynckes va romandre-hi dos anys més i després va marxar per tres anys al Hannover 96.
Va retornar al Borussia Mönchengladbach el 1970, i hi va romandre fins al final de la seva carrera el 1978. Durant aquest període va guanyar amb el club quatre campionats nacionals (1971, 1975, 1976 i 1977), el 1973 la Copa alemanya i el 1975 també va guanyar la Copa de la UEFA.
Amb 51 gols és també el quart davanter més prolífic en la història de competicions de clubs Europeus; davant seu hi ha Raúl González Blanco (71) Gerd Müller (65) i Eusébio (57), després Alfredo di Stéfano (49). En els seus 64 partits va obtenir el notable mitjana de 0.80 gols per partit.

### Internacional
Jupp Heynckes també va jugar 39 vegades per a la selecció nacional d'alemanya sumant tretze gols més. Amb Alemanya va guanyar l'Eurocopa (1972) derrotant a la final a l'URSS per 3-0. També va ser part de l'equip que va guanyar la Copa Mundial de Futbol de 1974 a Alemanya, encara que només va jugar mig temps en el transcurs del torneig.

## Carrera com a entrenador
En finalitzar la seva carrera com a jugador, va romandre amb el Borussia Mönchengladbach i va treballar per l'equip durant vuit anys més com a entrenador, succeint a Udo Lattek en aquest càrrec.
Entre els anys 1987 i 1991 va entrenar l'FC Bayern de Múnic. També va seguir els passos d'Udo Lattek. En aquest període va obtenir dos campionats alemanys amb el club (1989 i 1990).
El seu següent equip va ser l'Athletic Club de Bilbao, al qual va entrenar durant dues temporades 1992-93 i 1993 - 94. Va acabar en les posicions 8a i 5a respectivament, aconseguint aquest últim any la classificació del club basc per a la Copa de la UEFA 1994-1995.
Posteriorment va entrenar l'Eintracht Frankfurt durant la temporada 1994-95 de la Bundesliga alemanya.
Les dues temporades següents va estar al capdavant del CD Tenerife, on després de deixar al Reial Madrid fora de competicions europees, va arribar a les semifinals de la Copa de la UEFA 1996-1997, després de golejar a equips com la Lazio, a qui el conjunt canari va endossar 5 gols, i el Feyenoord de Rotterdam, en aquest camp l'equip hi va marcar 4 gols.
Va dirigir el Reial Madrid durant la temporada 1997-1998, aconseguint el 1998, després de 32 anys, el trofeu de la Champions League (la Setena Copa d'Europa per al club blanc). No obstant això, per la falta de victòries en la lliga local, va veure el seu contracte rescindit al final d'aquesta temporada.
Després d'un any en blanc, es va unir al SL Benfica, on es va endur el jugador Chano (amb qui havia coincidit al CD Tenerife), abans de retornar a l'Athletic Club al curs 2001-2002.
Torna a la 1. Bundesliga dirigint l'FC Schalke 04 al començament de la temporada 2003/2004. El seu contracte va acabar al setembre de 2004.
El maig de 2006, va ser presentat com a nou entrenador del Borussia Mönchengladbach. El gener de 2007 va presentar la seva dimissió després de catorze partits consecutius a la Bundesliga sense obtenir una victòria i amb el Borussia posicionat al lloc 17è de la taula.
El dia 27 d'abril de 2009, va tornar a la Bundesliga a entrenar l'FC Bayern de Múnic durant les últimes cinc jornades del torneig alemany després de la destitució de Jürgen Klinsmann. Va signar aquest contracte temporal a petició del seu amic Uli Hoeness, i el conjunt bavarès va ser finalment subcampió.
El 10 de juny de 2009, fitxa pel Bayer 04 Leverkusen, equip el qual porta fins al subcampionat de la Bundesliga 2010/11 i classifica per a jugar la Champions.
El 24 de març de 2011, torna com a entrenador del FC Bayern de Múnic, després del cessament de Louis van Gaal de la banqueta bavaresa. Assumeix funcions a partir de la temporada 2011-2012.
Aquesta temporada no va aconseguir el títol de la Bundesliga (conquerit pel Borussia Dortmund), però va portar el quadre bavarès a la final de la Champions League, on es va enfrontar al Chelsea FC anglès.
El 16 de gener de 2013, el club va anunciar que el tècnic se'n desvincularia al final de la temporada 2012-2013 per a ser substituït per Pep Guardiola.
Va acomiadar-se de la millor manera possible, fent un triplet històric en guanyar la Bundesliga, la Champions i la Copa d'Alemanya.
El juny de 2013 va confirmar la seva retirada del futbol, decisió que havia pres feia un any. No obstant això, a l'octubre del 2017 va retornar al Bayern de Múnic després de la destitució de Carlo Ancelotti. Heynckes va declarar que acceptava el càrrec com un «acte d'amistat al club».

## Trajectòria

### Jugador
| Equip                    | Temporades | Partits | Gols |
| ------------------------ | ---------- | ------- | ---- |
| Borussia Mönchengladbach | 1963-1967  | 82      | 50   |
| Hannover 96              | 1967-1970  | 86      | 25   |
| Borussia Mönchengladbach | 1970-1978  | 226     | 168  |
| TOTAL                    | 1963-1978  | 394     | 243  |

| Equip            | Temporades | Partits | Gols |
| ---------------- | ---------- | ------- | ---- |
| Alemanya Federal | 1967-1976  | 39      | 14   |

### Entrenador
| Equip                    | Temporades |
| ------------------------ | ---------- |
| Borussia Mönchengladbach | 1979-1987  |
| FC Bayern de Múnic       | 1987-1991  |
| Athletic Club            | 1992-1994  |
| Eintracht Frankfurt      | 1994-1995  |
| CD Tenerife              | 1995-1997  |
| Reial Madrid CF          | 1997-1998  |
| SL Benfica               | 1999-2000  |
| Athletic Club            | 2001-2003  |
| FC Schalke 04            | 2003-2005  |
| Borussia Mönchengladbach | 2006-2007  |
| FC Bayern de Múnic       | 2009       |
| Bayer 04 Leverkusen      | 2009-2011  |
| FC Bayern de Múnic       | 2011-2013  |
| FC Bayern de Múnic       | 2017-2018  |

## Palmarès
| - Borussia Mönchengladbach - 1. Bundesliga: 1971, 1975, 1976, 1977 - Copa d'Alemanya: 1973 - Copa de la UEFA: 1975 - Alemanya Federal - Eurocopa 1972 - Mundial de 1974 | - FC Bayern de Múnic - Champions League: 2013 - 1. Bundesliga: 1989, 1990, 2013, 2018 - Copa d'Alemanya: 2013 - Supercopa d'Alemanya: 1987, 1990, 2012 - Reial Madrid CF - Champions League: 1998 - Supercopa d'Espanya: 1997 - FC Schalke 04 - Copa Intertoto de la UEFA: 2003, 2004 |